# Zammis Clark
Zammis Clark is een Britse hacker en informatiebeveiligingsdeskundige, ook wel bekend onder het pseudoniem Slipstream.
Clark heeft in 2014 toegang tot Noord-Koreaanse systemen gekregen, wat heeft geleid tot het uitlekken van Red Star OS buiten Noord-Korea.
In 2015 had Clark via een SQL-injectie toegang gekregen tot de database van VTech, uit de gegevens bleek dat persoonlijke gegevens van miljoenen kinderen opgeslagen werden wat in strijd was met de Amerikaanse wet COPPA. Ook van Nederlandse kinderen zijn persoonlijke gegevens aangetroffen. Clark is na deze hack gearresteerd, voor het breken van de Britse  Computer Misuse Act.
In 2017 had Clark Microsoft gehackt, waarbij hij 43000 bestanden had gesloten, waaronder broncode van Windows besturingssystemen. Hij is hiervoor gearresteerd door EUROPOL.
In 2018 had Clark Nintendo gehackt. De gelekte data werd deel van de 2020-2021 Nintendo gegevenslek, waarbij de code van verschillende spellen openbaar werd gemaakt.